# 香港2010年7月

## 7月1日
香港特別行政區成立紀念日
- 是日為香港回歸中國十三周年
- 營養資料標籤制度今起生效，預先包裝食品須附有營養標籤，列出「1+7」的營養資料，有關聲稱亦受規管。[1]
- 香港特別行政區政府公布本年授勳名單，共有306人獲授勳銜或嘉獎，民主黨成員並無在名單之內，獲勳人士之中，7人獲頒大紫荊勳章 。[2]
- 民陣表示，今年香港七一遊行有五萬二千人參加[3]
- 天文台今早發出今年首個酷熱天氣警告[4]

## 7月2日
- 香港足球總會發生創會95年來首宗被淋油事件。位於何文田足總大樓地下的玻璃大門，凌晨被人潑淋啡紅色漆油，至早上保安員發現報警，警方在現場檢獲一張A4紙，紙上寫有一名足總董事名字及「不要再玩女人」等字句。[5]

## 7月3日
- 一架由香港港澳碼頭前往澳門的直升機，在飛離信德中心後不久，因機件故障失事墜落維港，機上13人全部獲救。[6]
  - 來往香港至澳門的直升機服務今日都會暫停[7]
  - 澳門政府向傷者及傷者家屬致以慰問。民航局已即時啟動了航空緊急應變機制。[8]
- 食物安全中心在營養標籤法例生效後，共巡查了約140間店舖，抽查1300多個預先包裝食品，當中14個無標籤或不符規格。[9]
- 天文台在早上九時四十五分，發出酷熱天氣警告，[10]至下午4時20分取消[11]。
  - 由凌晨至早上11時，共接獲566人次按動平安鐘求助[12]。

- 香港家庭福利會，訪問一千八百名中學生，三成受訪中學生表示，曾經在網上被欺凌[13]
- 司機在旺角小巴站頭停車熄匙等客，疑不支中暑焗暈，昏迷不醒，送院搶救後命危。並延至今早不治。[14]
- 「科學為民」專題研習賽舉行頒獎禮[15]
- 海關在長洲檢獲私煙，扣留8人協助調查[16]
- 屯門龍鼓洲對開有漁船起火[17]
- 一部輕型貨車在屯門公路近香港黃金海岸失事撞壆，屯門公路往屯門方向一度全線封閉[18]

## 7月4日
- 九巴在一天內先後發生四宗事故：
  - 三部雙層九巴，早上七時許在大欖隧道入口往八鄉方向近青朗公路頭尾相撞，二十九人受傷[19]
  - 一輛由美孚新邨駛往大圍顯徑村的46X巴士，於駛至城門隧道沙田出口時，司機發現腳掣失靈，以時速90里衝過城門隧道公路一段長斜路，至港鐵沙田站對開才停下，期間撞到兩輛私家車，司機均受輕傷。 大公報
  - 一輛由慈雲山開往尖沙咀碼頭的5C線九巴，在中午12時左右於土瓜灣道轉入馬頭圍道時，被一枝由高處墮下的晾衫竹插穿車頂，事件中無人受傷。 大公報
  - 一名駕駛九巴32號非空調巴士的新入職司機，中午由大角咀奧運站駛往石圍角期間途中懷疑中暑不適，到總站後自行報警，送仁濟醫院治理。 大公報
- 天文台在上午7時45分發出酷熱天氣警告。[20]
  - 民政事務總署開放臨時避暑中心[21]
- 四十多名市民參加網上發起的「反社民連遊行」，下午由金鐘夏愨花園遊行前往灣仔警察總部及銅鑼灣，社民連副主席吳文遠指，示威者抺黑社民連。[22]
- 六名「八十後」青年和社民連立法會議員梁國雄，下午在旺角西洋菜南街「大家樂」快餐店示威。[23]

## 7月5日
- 地政總署質疑恒地，對天匯撻訂買家只沒收樓價5%而並非沒收所有訂金，處理手法「不尋常」[24]
  - 立法會房屋事務委員會，下周一將召開特別會議，討論天匯事件。[25]
- 廣播事務管理局批准亞洲電視有限公司和電視廣播有限公司，在今年12月31日前，把數碼地面電視服務的覆蓋擴展至不少於全港人口的89%。[26]
- 天文台在上午7時45分發出酷熱天氣警告。[27]
  - 本港下午新界大部分地區的氣溫上升至34度或以上，上水氣溫一度超過36度，是入夏以來最高的氣溫。[28]
  - 民政事務總署開放夜間臨時避暑中心。[29]
- 入境事務處公布，由七月十二日起推出新措施，方便外籍家庭傭工遞交由同一僱主擔任保證人的延期逗留申請，包括續約及完成現有合約的餘下期間。[30]

## 7月6日
- 水務署宣布，由於要進行水管維修工程，九龍城、土瓜灣及紅磡的樓宇沖廁水供應，將由今日上午九時至下午五時暫停。[31]
- 2010年度中學學位分配辦法派位結果將於今日公布，獲派首三個志願學校的學生人數達89%。[32]
- 九龍早上先後發生兩宗交通意外，一名老婦及一名警員受傷，送院治理。[33]
- 政府預留12幅用地研究發展骨灰龕場，又會考慮公營骨灰龕位，每年收取管理費。[34]
- 酷熱天氣警告仍然生效，天文台表示，今日會持續炎熱，最高氣溫會上升至攝氏33度。[35]

## 7月7日
- 柴灣興華邨發現有男屍伏在水缸上。[36]
- 來往香港澳門的空中快線直升機服務，今早復航[37]
- 今日是七七蘆溝橋事變七十三周年，多個團體先後遊行到日本駐港總領事館抗議。[38]
- 一名母親不滿八歲女兒弄壞風扇，先用衣架打手腳，再脫光女兒衣服遊街，作為懲罰。她承認虐兒罪，被判感化十二個月。[39]

## 7月9日
- 入境事務處於過去兩天在全港各區展開一連串打擊非法勞工行動，共拘捕十六名非法勞工及七名涉嫌聘用非法勞工的人士。[40]

## 7月10日
- 巨龍船務正式開通香港上環港澳碼頭至澳門氹仔臨時客運碼頭之航線（首班船於10:45由澳門氹仔開出），惟當日一班由香港往氹仔的航班，在下午一時許停泊氹仔臨時客運碼頭時發生輕微碰撞，渡輪的防撞膠受損，需要維修，事件中無人受傷。但渡輪服務需要暫停至下週一〔7月12日〕。[41]

## 7月13日
- 金光飛航開通中港碼頭來往澳門外港碼頭及澳門外港碼頭往香港港澳碼頭之航線。[來源請求]
- 港鐵列車發生恐怖傷人案，一名持雙程證來港、疑有精神問題女子，乘坐港鐵東涌線列車往荔景站途中，突走近一名不相識女乘客，說了一句話後便掏出8吋長利刀施襲，女乘客極力反抗，肩膊和腹部被刺中，其他乘客合力將行兇婦人制服，搶走利刀，列車埋站後交警方拘捕帶走。[42]

## 7月15日
- 颱風康森進入本港800公里警戒範圍，天文台於19:20分發出今年首個一號戒備信號。[43]

## 7月17日
- 一名穿著俗稱「鱷魚鞋」的兩歲半男童，隨父母在港鐵藍田站乘搭扶手電梯時，右腳被扯入梯邊罅隙拖行，緊夾逾20分鐘始由消防救出，4隻腳趾血肉模糊，送院即需施手術搶救。[44]

## 7月20日
- 熱帶風暴燦都進入本港800公里警戒範圍，天文台於中午12:15分發出今年第二個一號戒備訊號。[45]

## 7月21日
- 強烈熱帶風暴燦都進一步接近本港，天文台於16:40分改掛今年首個三號強風信號。[46]
- 筲箕灣明華大廈發生老翁疑殺妻後自殺的倫常慘案。一對在街坊眼中非常恩愛、一直相依為命的六旬夫妻，凌晨突然爆發衝突，老翁疑發難用鐵造的健身彈簧棒重擊妻子後腦位置，妻子浴血逃出屋外，昏迷倒臥走廊，老翁施襲後反鎖家中，用生果刀自捅左胸等多處，夫婦倆送院後同告不治。[47]

## 7月22日
- 受颱風燦都外圍雨帶影響，香港有暴雨，天文台於下午4時35分發出黃色暴雨警告，於5時20分發出紅色暴雨警告，再於5時30分發出黑色暴雨警告。[48]是次天文台於不足1小時先後發出三種顏色的暴雨警告創下了歷史，此外紅色暴雨的生效時間也為最短生效時間 (10分鐘)。
- 荃灣發生少年弒母殺妹案，15歲少年簡家良凌晨在寓所內用菜刀斬死其42歲母親藍連金及12歲妹妹簡仲榆，之後逃到荃灣海濱公園游荡，最後報警自首被捕。[49]

## 7月23日
- 西區警署一名兩度以合約形式聘任的高級警員，傍晚當值期間被發現在警署更衣室內，以佩槍自轟胸口一槍，送院搶救後不治。[50]

## 7月27日
- 受一道低壓槽影響，導致后海灣一帶出現強對流天氣，同一時間出現4條水龍捲。[51]

## 7月28日
- 天文台再次於1小時5分鐘內先後發出黃紅黑暴雨警告，做法罕見。黑雨公佈 （页面存档备份，存于）紅雨公佈 （页面存档备份，存于）黃雨公佈 （页面存档备份，存于）